# Mijik
Mijik (arabiska: مجيك, spanska: Miyec) är en ort i Västsahara. Den ligger inom det område som kontrolleras av Västsahariska republiken, Sahariska arabiska demokratiska republiken (SADR).
I SADR:s administrativa indelning är Mijik huvudort i en kommun med samma namn.